# Bünteweg 3 (Hannover)

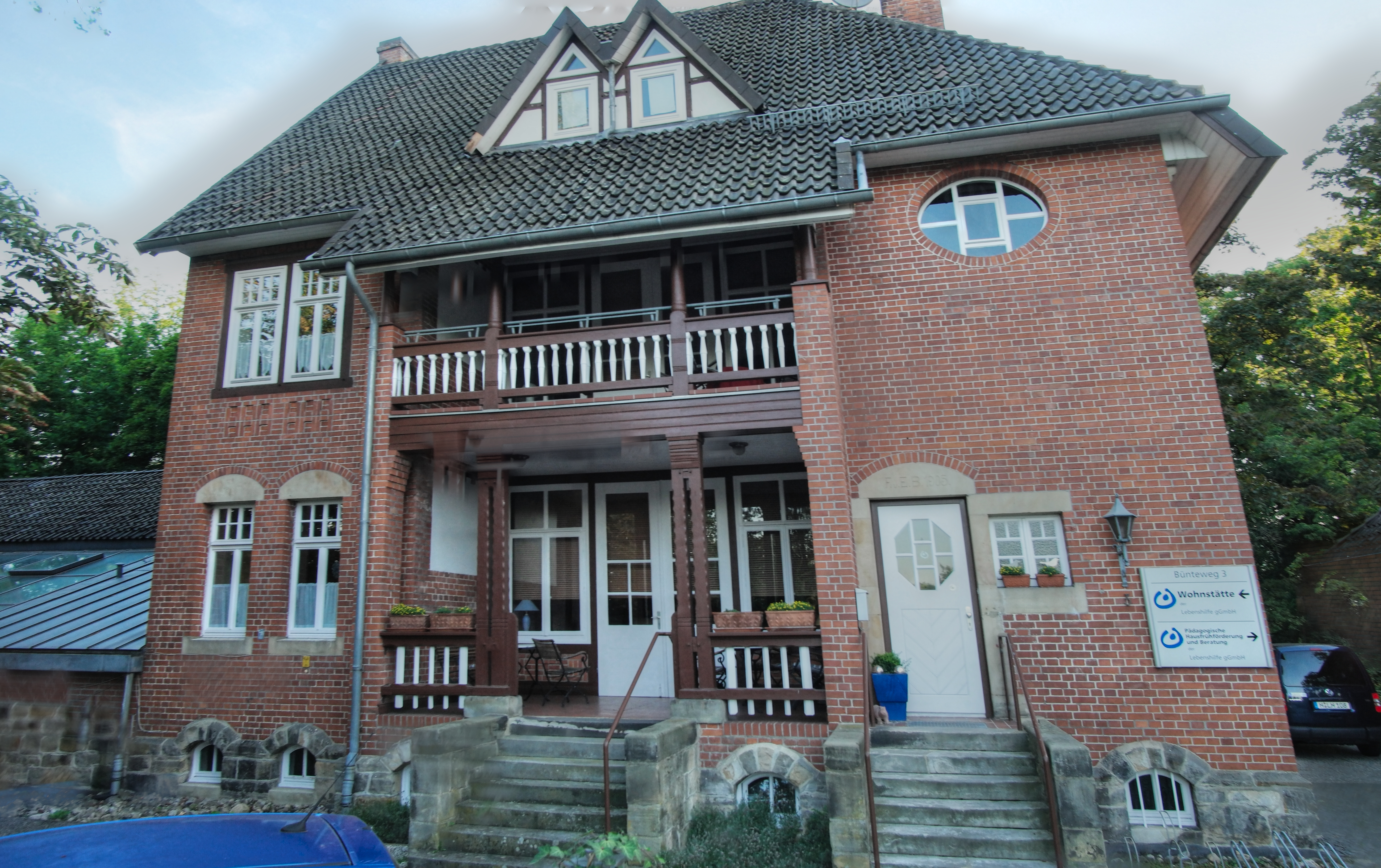
Die Villa im Bünteweg 3, mit Hinweistafel auf die Lebenshilfe gGmbH

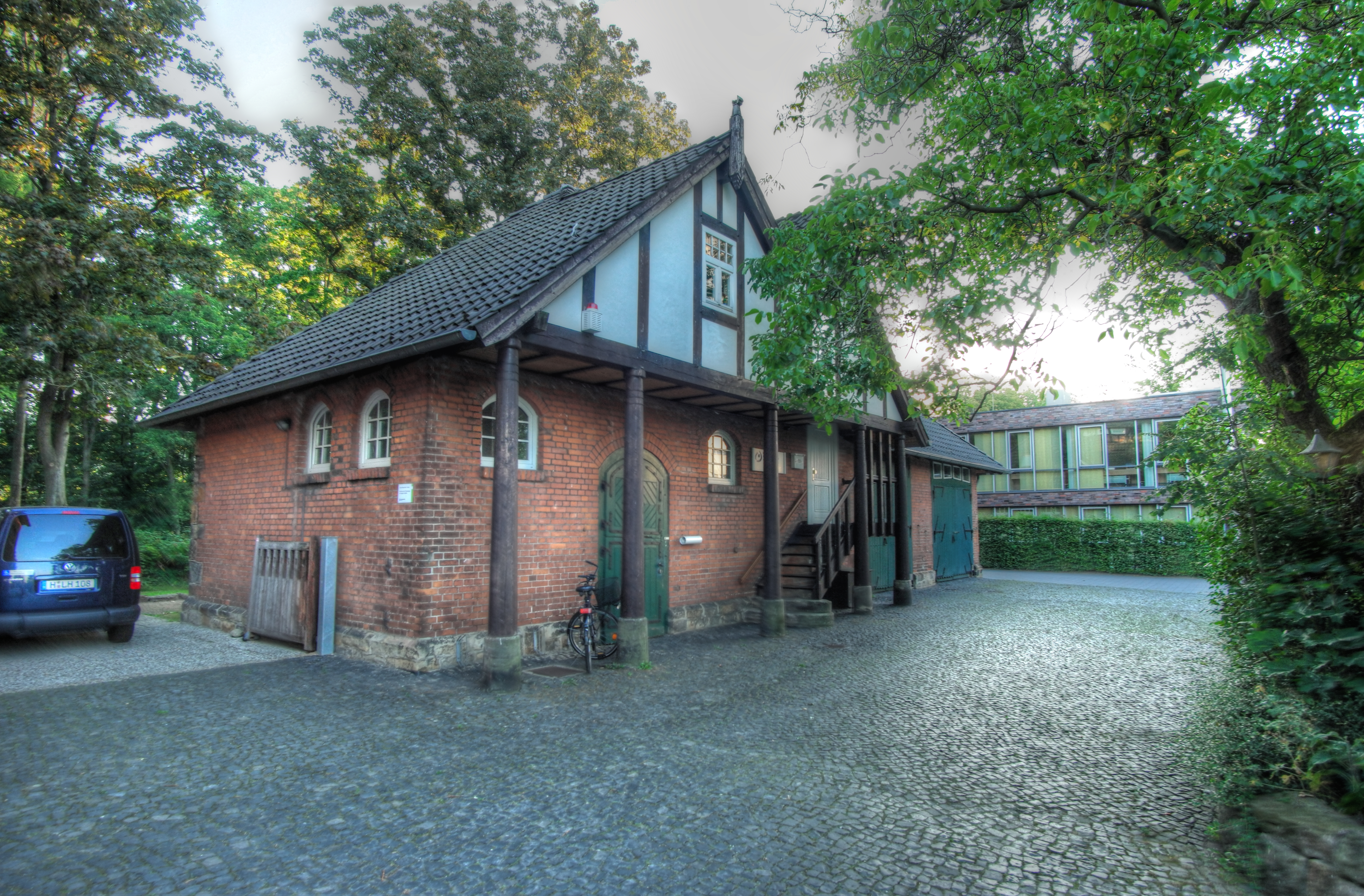
Nebengebäude Bünteweg 3

Bünteweg 3 in Hannover, Stadtteil Kirchrode, lautet die Adresse eines denkmalgeschützten Ensembles einer Anfang des 20. Jahrhunderts für die Familie Beindorff errichteten Gebäudegruppe in einer durch den hannoverschen Gartendirektor Julius Trip entworfenen Parkanlage.

## Geschichte
In der seinerzeit noch nahezu unbebauten Ortslage Kirchrodes am Bünteweg ließ sich die Familie von Fritz Beindorff, die Eigentümerin des Unternehmens Pelikan, im Jahr 1905 als eines der ersten Objekte der Umgebung eine Villa mit Nebengebäude am Bünteweg errichten. Die beiden relativ schlichten Backsteinbauten am südlichen Rand eines umgebenden Parks nahmen mit ihren Fachwerk-Elementen und anderen Holzkonstruktionen Elemente des englischen Landhausstils auf.
Der dann von Julis Trip gestaltete Landschaftspark an der Ecke zur Bemeroder Straße, dem erst 1899 so benannten historischen Fahrweg nach Bemerode, schuf mit einem kleinen Pavillon einen besonderen Akzent in der heute mit alten Laubbäumen bestandenen, einem Teich und den „Brezelwegen“ ausformulierten Grünanlage. Sie war Mitte der 1980er Jahre jedoch stark verwildert.
Spätestens ab 2015 wurde die Anlage von der Lebenshilfe gGmbH genutzt.